# Thomas Barnes (journaliste)
Ne doit pas être confondu avec Thomas Wilson Barnes.
Thomas Barnes (11 septembre 1785 - 7 mai 1841) est un journaliste, essayiste, et rédacteur en chef anglais. Il est connu surtout pour son poste au journal The Times dont il a été le rédacteur en chef de 1817 jusqu'à sa mort en 1841.

## Jeunesse et éducation
Thomas Barnes est le fils aîné de John Barnes, avocat solicitor, et de son épouse Mary Anderson. Après le décès de sa mère, il est élevé par sa grand-mère avant qu'il ne commence sa scolarité à Christ's Hospital. Quand l'école déménage en 1902 à Horsham (Sussex de l'Ouest) une résidence de pension reçoit son nom. À cette époque, Leigh Hunt et Thomas Mitchell, futur grand universitaire fréquentent également cette école. Thomas Barnes continue ses études à Pembroke College où il excelle aussi bien scolairement et sportivement. À Pembroke, Barnes étudie ses humanités, et reçoit son diplôme en 1808 et une mention en mathématiques.
Après avoir envisagé une carrière universitaire, Thomas Barnes réalise les souhaits de sa famille et s'inscrit dans l'école de droit de Inner Temple en 1809. Tout en travaillant à sa nouvelle profession, Barnes a rejoint le célèbre cercle littéraire dont Hunt, Charles Lamb et William Hazlitt sont des membres éminents. Barnes appréciait les spectacles de West End theatre et s'adonnait à la bonne chère, au détriment de son apparence physique.

## Journalisme
Trouvant sa carrière juridique trop ennuyeuse et ingrate, Thomas Barnes cherche un débouché pour ses talents. Il en trouve un grâce à son amitié avec Barron Field (en), qui est un critique de théâtre pour The Times. Par l'entremise de Field, Barnes fait la connaissance de John Walter, qui embauche Barnes comme journaliste reporter pour les affaires judiciaires, politiques et le théâtre.
À la retraite de Field, Barnes lui succède comme critique de théâtre. En 1811, il devient membre du personnel parlementaire. Dans le cadre de ses fonctions, il écrit un certain nombre de portraits de parlementaires, qui sont ensuite rassemblés et publiés dans un livre, Portraits parlementaires, en 1815. Pendant cette période, il écrit aussi pour les publications de Leigh Hunt The Examiner et Reflector.

### Rédacteur en chef deThe Times
La confiance de John Walter en Thomas Barnes est rapidement démontrée quand, en 1815, Walter lui donne le pouvoir de relire les principaux éditoriaux controversés de l'immodéré John Stoddart (en), alors rédacteur en chef du journal. Après le limogeage de Stoddart à la fin de 1816, Barnes lui succède à son poste jusqu'à sa mort. En tant que rédacteur en chef, Barnes jouit d'un plus grand contrôle sur le journal que ses prédécesseurs et obtient des parts dans le journal. Il en profite pour remodeler le journal, en analysant les événements plutôt que de simplement les résumer, et en faisant de l'éditorial un élément central de la publication. Avec le Massacre de Peterloo en août 1819, il inaugure une politique de soutien à l'opposition Whig au Parlement qui contraste avec la position résolument pro-conservatrice de son prédécesseur. Il devint un ami proche de Henry Brougham, qui était une source importante d'informations pour les principaux articles de Barnes.
Au cours de la direction de Barnes, l'influence et la portée du Times se sont accrues et, avec lui, sa prééminence dans les affaires publiques. Ému par ce qu'il a vu lors d'un voyage en Irlande, Barnes devient un partisan passionné de l'Émancipation des catholiques. Au début des années 1830, son journal avait gagné le surnom de « The Thunderer », Robert Peel le déclarant « puissant défenseur de la réforme » et son collègue, Lord Lyndhurst, décrivant Barnes comme « l'homme le plus puissant du pays ». C’est pendant cette période que Barnes change politiquement, s’opposant au Poor Law Amendment Act de 1834 — loi réduisant l'aide aux démunis — et s’étant brouillé avec Brougham.
Thomas Barnes se dispute avec Lord Palmerston, qui a manipulé l'opinion publique pour renforcer son contrôle des affaires étrangères. Palmerston a divulgué des secrets à la presse, publié des documents sélectionnés et publié des lettres pour se donner davantage de contrôle et de publicité, tout en attisant le nationalisme britannique. Barnes a refusé de participer à sa stratégie de propagande.

## Vie personnelle
Bien que Thomas Barnes ne se soit jamais marié, il a une relation de plus de vingt ans avec Dinah Mary Mondet. Ensemble, ils vivent au 49 Nelson Square Southwark, à Londres de 1821 à 1836, puis au 25 Soho Square, à Londres. Après la mort de Barnes en 1841, Dinah Mondet demeure dans leur maison de Soho Square jusqu'à sa propre mort en 1852, après quoi elle est inhumée à côté de Barnes au Cimetière de Kensal Green.